# 90 Batalion Saperów (1939)
90 batalion saperów (90 bsap) – pododdział saperów Wojska Polskiego II RP z okresu kampanii wrześniowej.
Batalion nie występował w pokojowej organizacji wojska. Został sformowany w 1939 przez 4 pułk saperów z Przemyśla.

## Forowanie i działania
W 1939 4 pułk saperów z Przemyśla sformował w alarmie 90 batalion saperów dla 10 Brygady Kawalerii. Jednostka została utworzona według organizacji wojennej batalionu motorowego saperów L. 3666/mob.org. Po zakończonej mobilizacji baon skoncentrował się w podkrakowskiej wówczas wiosce Skotniki, gdzie panowały złe warunki sanitarne. Po kilku dniach jednostka została przeniesiona do Modlnicy.

## Struktura i obsada etatowa
Dowództwo batalionu
- dowódca batalionu – mjr Jan Dorantt
- zastępca dowódcy batalionu – kpt. Józef Grodzki
- adiutant  – ppor. rez. Tadeusz Kozławski
- kwatermistrz  – ?
- lekarz  – ppor. rez. lek. Utek Brudner
- oficer techniczny  – por. Tytus Sasim
- oficer płatnik  – ppor. rez. Władysław Jędrosz

1 kompania zaporowa
- dowódca kompanii – por. Kazimierz Bilski
- dowódca I plutonu  – ppor. rez. Tadeusz Kulman
- dowódca II plutonu  – sierż. pchor. rez. Edmund Biszewski
- dowódca II plutonu  – sierż. pchor. rez. Zbigniew Brzeziński
- dowódca plutonu minerskiego  – ppor. Edward Zięba
- dowódca plutonu technicznego  – ppor. rez. Zygmunt Koronkiewicz

2 kompania przeprawowa
- por. sap. Józef Alfred Irzykowski[a]
- dowódca I plutonu  – ppor. Jerzy Ćwikliński († IX 1939)
- dowódca I plutonu  – por. rez. kaw. inż. Jan Różycki[b]
- dowódca II plutonu  – ppor. rez. Tadeusz Pichl
- dowódca III plutonu  – pchor. rez. Mieczysław Borchólski[c]
- dowódca IV plutonu  – ppor. rez. Alfred Wyżykowski
- dowódca plutonu technicznego  – ppor. rez. Józef Florian

pluton pontonowy
- dowódca plutonu  – por. Kazimierz Moroniewicz
- zastępca dowódcy plutonu  – ppor. rez. Władysław Wojnarski

pluton rozpoznawczy
- dowódca plutonu – por. Teodor Kaczmarek